# 秦东亚
秦東亞（1979年10月3日—），籍贯辽宁辽阳，中國柔道運動員。

## 生涯
1992年，秦東亞在辽阳市体校開始接受柔道训练。其後1年，秦東亞入選辽宁省队。1998年入選国家隊。
秦東亞在省隊時，曾在日本奪得世界A级賽中的70公斤级冠軍以及全國冠军赛70公斤级冠軍。入選國家隊後連續兩年贏得了全國錦標賽70公斤级冠軍。在2001年奪得了世界大學生運動會中的70公斤级賽事金牌。之後在亚运会70公斤冠軍。於2003年分別奪得了全國锦标赛以及全国冠军赛的70公斤级冠軍，又在世界錦標排名第5。2004年的雅典奧運中的70公斤级中的銅牌。
2005年，秦東亞於十運會的女子70公斤級以下項目取得銅牌。次年的多哈亞運，她在柔道項目的女子70公斤級小項的銅牌賽中戰勝哈薩克對手，為中國增添一面銅牌。